# 조을선
조을선(1914년 ~ ?)은 대한민국의 국악인이다. 제주도에서 태어났다. 어릴 때부터 귀에 들려오는 제주민요를 즐겨 부르면서 국악인이 되었다.